# Бедин, Ефим Васильевич
Ефи́м Васи́льевич Бе́дин (19 марта (1 апреля) 1900 года, дер. Косьмино, ныне Собинский район, Владимирская область — 29 июля 1962 года, Москва) — советский военачальник, командир дивизии и корпуса в Великой Отечественной войне, Герой Советского Союза (26.09.1943). Гвардии генерал-майор (27.11.1942).

## Биография
Ефим Васильевич Бедин родился 19 марта (1 апреля) 1900 года в деревне Косьмино ныне Собинского района Владимирской области. После окончания сельской школы перебрался в Москву, работал столяром и помощником мастера. В 1917 году вступил в заводской отряд Красной Гвардии и во время Октябрьского вооружённого восстания в октябре 1917 года участвовал в боях с юнкерами на улицах Москвы.

### Гражданская война
В феврале 1918 года был призван в ряды РККА, после чего в составе отряда особого назначения и карательного отряда № 1 1-го Туркестанского полка принимал участие в боевых действиях на Восточном фронте против войск под командованием адмирала А. В. Колчака. На фронте в 1919 году вступил в РКП(б).
В апреле 1920 года был направлен красноармейцем-пулемётчиком на 26-е Оренбургские пехотные курсы, а затем в 1-ю Московскую сводную курсантскую бригаду, а августе того же года был назначен на должность сотрудника особого отдела Юго-Западного фронта, после чего принимал участие в боевых действиях против войск под командованием А. И. Деникина, а также в советско-польской войне.

### Межвоенное время
После окончания войны Бедин продолжил учёбу на 1-х пулемётных Кремлёвских курсах, после окончания которых в декабре 1921 года был назначен на должность командира пулемётного взвода в составе 2-го полка особого назначения, а после его расформировании — в составе отдельной роты особого назначения. В сентябре 1922 года был направлен на учёбу в 5-ю Киевскую пехотную школу, после окончания которой в сентябре 1924 года был назначен на должность командира взвода 55-го стрелкового полка (19-я стрелковая дивизия, 13-я армия).
В ноябре 1925 года служил в Объединённой военной школе имени ВЦИК, дислоцированной в Москве на должностях командира взвода, курсового командира, командира и политрука роты. В ноябре 1930 года был направлен на учёбу на Стрелково-тактические курсы «Выстрел», после окончания которых в июне 1931 года вернулся в Объединённую военную школу имени ВЦИК, где служил на должностях командира и политрука пулемётной роты, командира батальона, командира стрелковой роты, руководителя и преподавателя тактики.
В апреле 1936 года был назначен на должность помощника начальника учебного отдела Московской пехотной школы, дислоцированной в Тамбове, а в августе 1937 года — на должность командира батальона там же.
После окончания вечернего курса Военной академии РККА имени М. В. Фрунзе с января 1938 год служил помощником начальника и исполняющим должность начальника 1-го отдела штаба Московского военного округа, в августе 1939 года был назначен на должность командира сначала 550-го, а в сентябре 1940 года — на должность командира 690-го стрелковых полков в составе 126-й стрелковой дивизии (11-я армия, Прибалтийский особый военный округ).

### Великая Отечественная война
С началом войны 690-й стрелковый полк под командованием полковника Бедина в составе 126-й стрелковой дивизии принимал участие в боевых действиях в ходе приграничного сражения, во время которых в условиях превосходства войск противника в силах и средствах как полк, так и дивизия понесли большие потери. После гибели командира дивизии генерал-майора М. А. Кузнецова Бедин 22 июля (по другим источникам, это произошло ещё 8 июля) принял командование дивизией, которая пробилась из окружения к линии фронта и ударом с тыла овладела станцией Насва, городами Новосокольники и Великие Луки, а 29 июля соединились с войсками 22-й армии.
В начале января 1942 года был назначен на должность командира 7-й гвардейской стрелковой дивизии, которая принимала участие в ходе боевых действий во время Демянских операций 1942 и 1943 годов.
В марте 1943 года Бедин был назначен на должность командира 253-й стрелковой дивизии, которая в марте 1943 года участвовала в Старорусской операции в составе 27-й армии. В мае дивизию вывели в резерв, а в августе передали в 40-ю армию Воронежского фронта. В ходе битвы за Днепр с 24 по 26 сентября дивизия генерала Бедина одной из первых форсировала Днепр в Букринской излучине в районе села Ходоров южнее Киева, после чего удерживала и расширила занимаемый Букринский плацдарм.
Указом Президиума Верховного Совета СССР от 23 октября 1943 года за мужество и героизм, проявленные в борьбе с немецко-фашистскими захватчиками, генерал-майору Ефиму Васильевичу Бедину присвоено звание Героя Советского Союза с присвоением ордена Ленина и медали «Золотая Звезда» (№ 2009).
12 ноября 1943 года был назначен на должность командира 21-го стрелкового корпуса на 1-м Украинском фронте, который принимал участие в боевых действиях в ходе битвы за Днепр, а также в Житомирско-Бердичевской и Львовско-Сандомирской наступательных операциях. За проявленное исключительное мужество и решительные действия в этих операциях, успешное выполнение поставленных задач Бедин был награждён орденом Суворова 2 степени. В июле 1944 года был тяжело ранен, после госпиталя и лечения его направили на учёбу. На фронт он больше не попал.

### Послевоенная карьера

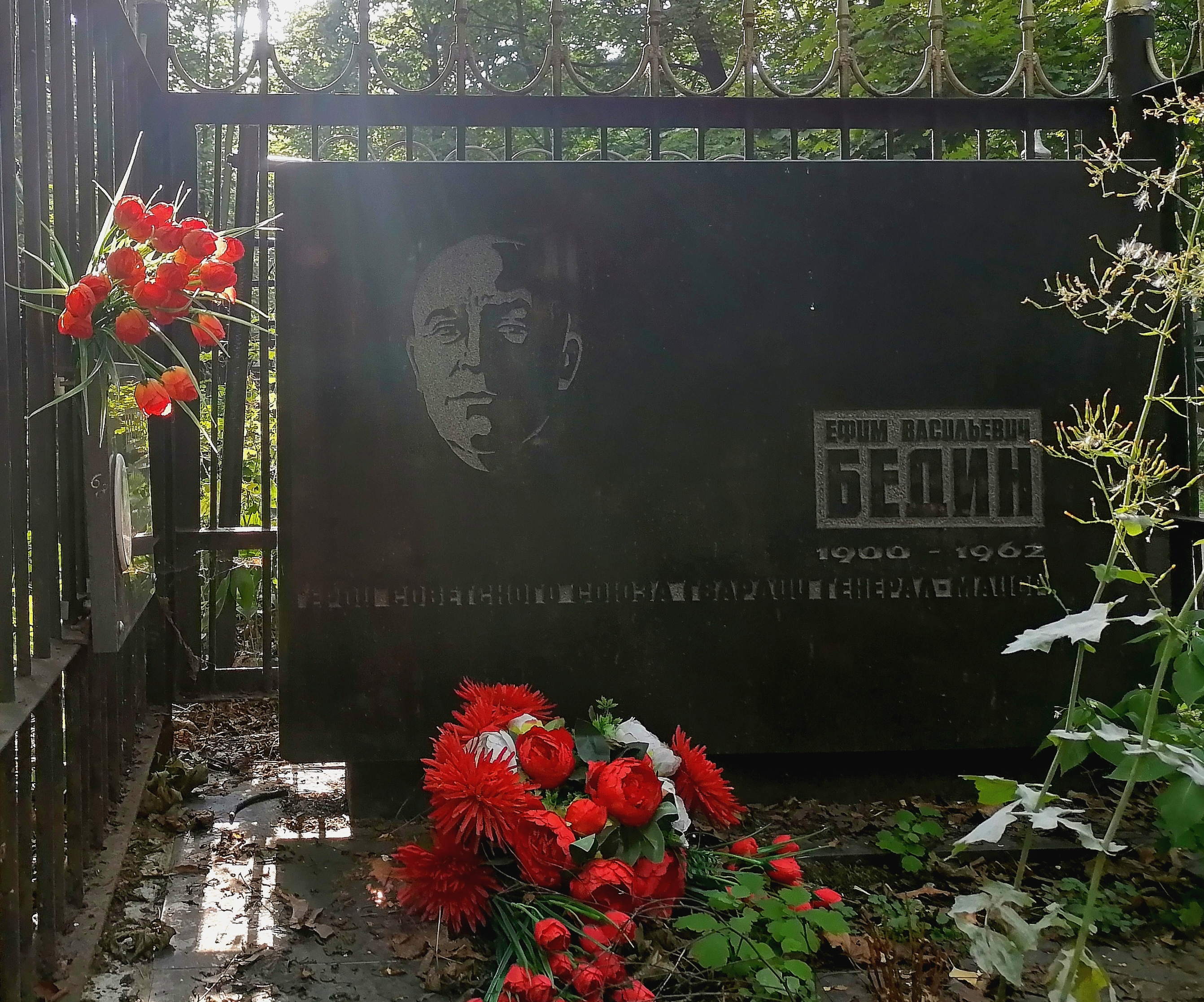
Могила Бедина на Ваганьковском кладбище.

После окончания Высшей военной академии имени К. Е. Ворошилова в феврале 1946 года был назначен на должность заместителя командира 122-го стрелкового корпуса (Западно-Сибирский военный округ), в августе — на должность начальника кафедры войн и военного искусства Высших всеармейских военно-политических курсов, в июне 1947 года — на должность начальника отдела боевой подготовки штаба тыла Вооружённых Сил, в апреле 1949 года — на должность начальника инспекции — заместителя начальника строевого управления Центрального управления капитального аэродромного строительства Вооружённых Сил СССР, а в сентябре 1955 года — на должность начальника организационно-мобилизационного управления — заместителя начальника штаба Московского военного округа по организационно-мобилизационным вопросам.
Генерал-майор Е. В. Бедин в августе 1958 года уволен в запас. Умер 29 июля 1962 года в Москве. Похоронен на Ваганьковском кладбище (25 уч.).

## Награды
- Медаль «Золотая Звезда» Героя Советского Союза (23.10.1943);
- Два ордена Ленина (23.10.1943; 21.02.1945);
- Три ордена Красного Знамени (3.5.1942; 1.11.1944; 24.06.1948);
- Орден Суворова 2 степени (10.1.1944);
- Медали.

## Память
- Постановлением Правительства Москвы 1995 г. захоронение Бедина Е. В. признано памятником истории и культуры регионального значения[6][7]. В 2018 г. была проведена реставрация надгробия[8].
- Личные вещи Бедина были переданы его супругой во Владимиро-Суздальский музей-заповедник[9][10][11]. Часть вещей экспонируется на постоянной военно-исторической экспозиции в Золотых воротах.